# Provenchères-et-Colroy
Provenchères-et-Colroy is een gemeente in het Franse departement Vosges in de regio Grand Est. De gemeente is op 1 januari 2016 gevormd door de fusie van de gemeenten Colroy-la-Grande en Provenchères-sur-Fave. De gemeente maakt deel uit van het kanton Saint-Dié-des-Vosges-2 en het arrondissement Saint-Dié-des-Vosges.

## Verkeer en vervoer
In de gemeente liggen spoorwegstations Colroy-Lubine en Provenchères-sur-Fave.
Ban-de-Laveline · Bertrimoutier · Le Beulay · Coinches · Combrimont · La Croix-aux-Mines · Entre-deux-Eaux · Frapelle · Gemaingoutte · La Grande-Fosse · Lesseux · Lubine · Lusse · Mandray · Nayemont-les-Fosses · Neuvillers-sur-Fave · Pair-et-Grandrupt · La Petite-Fosse · Provenchères-et-Colroy · Raves · Remomeix · Saint-Dié-des-Vosges (deels) · Saint-Léonard · Sainte-Marguerite · Saulcy-sur-Meurthe · Wisembach
1. ↑  Populations de référence 2022.